# James Chapin
James Chapin (New York, 7 september 1889 – aldaar, 4 mei 1965) was een Amerikaanse dierkundige, gespecialiseerd in de ornithologie, en ontdekkingsreiziger. Hij werd bekend door zijn ontdekking van de congopauw en de studie van de fauna in Belgisch-Congo. Als conservator van de afdeling vogels van het American Museum of Natural History, werd hij het "gezicht" van de Amerikaanse ornithologie.

## Biografie
Reeds op 15-jarige leeftijd was hij lid van een natuurwetenschappelijke vereniging en publiceerde hij waarnemingen in de nieuwsbrieven van de vereniging. Na zijn middelbare school kreeg hij een baantje aan het American Museum of Natural History. Een jaar later studeerde hij biologie aan de (prestigieuze) Columbia-universiteit. Hij haalde in 1916 zijn bachelor en in 1917 zijn graad van master.
Tussen 1909 en 1915 was Chapin deelnemer aan wetenschappelijke expedities naar Belgisch-Congo. In die periode zijn (mede) door hem zoölogische specimens van 5.800 zoogdieren, 6.400 vogels, 4.800 reptielen en amfibieën, 6.000 vissen en meer dan 100.000 ongewervelden voor het museum verzameld.
Tussen 1917 en 1919 raakte hij betrokken bij de Eerste Wereldoorlog. Hij beheerste de Franse taal en nam dienst als foerier in het Franse leger. Daar leerde hij zijn eerste vrouw (Suzanne Drouel) kennen met wie hij in 1921 trouwde.
Tussen 1923 en 1932 werkte hij als assistent-conservator aan het museum waar hij de collecties uit Afrika beschreef en verder materiaal verzamelde in de Rocky Mountains, Panama, de Galapagoseilanden en Polynesië. In 1932 promoveerde hij tot doctor aan de Columbia-universiteit waarna zijn loopbaan voortzette aan het Amerikaanse American Museum of Natural History.
In 1939 scheidde hij van Suzanne en trouwde een jaar later met Ruth Trimble, een collega vogelkundige die hem tijdens zijn reizen vergezelde. Hij meldde zich in 1940 bij de inlichtingendienst OSS en werd gedetacheerd op het eiland Ascension. Dit dienstverband stelde hem in staat daar ook studie van de vogels te maken.
In 1949 ging hij officieel met pensioen, maar bleef doorwerken bij het museum. In 1953 vertrok bij weer naar Belgisch-Congo, waar hij vijf jaar verbleef. Hij was een sterk voorstander van het koloniale bewind in Belgisch-Congo. Na terugkomst in de Verenigde Staten verslechterde zijn gezondheid en in 1964 overleed hij op Manhattan.

## Zijn werk en nalatenschap
Hij publiceerde 248 boeken en/of artikelen over de fauna van Belgisch-Congo en de andere gebieden die hij had bezocht. Hij publiceerde zowel over vogels als over andere organismen zoals vleermuizen, weekdieren, mieren, wespen en andere ongewervelden. Hij is de soortauteur van 16 vogelsoorten waaronder de congopauw (Afropavo congensis) en meer dan 30 ondersoorten van vogels.
- Bibsys: 4086905
- Gemeinsame Normdatei: 1016802706
- International Standard Name Identifier: 0000 0003 9837 4686
- Nederlandse Thesaurus van Auteursnamen: 105404748
- Réseau des bibliothèques de Suisse occidentale: 02-A003095221
- SNAC: w6qc8rwx
- Système universitaire de documentation: 154694444
- Virtual International Authority File: 244151401
- WorldCat: E39PBJdmjg9v4Xfq9HX4frPWjC